# Бордеј Верде (Браила)
Бордеј Верде (рум. Bordei Verde) насеље је у Румунији у округу Браила у општини Бордеј Верде. Oпштина се налази на надморској висини од 22 m.

## Становништво
Према подацима из 2002. године у насељу је живело 3067 становника, од којих су сви румунске националности.

### Хронологија
| Година       | 1992 | 1993 | 1994 | 1995 | 1996 | 1997 | 1998 | 1999 | 2000 | 2001 | 2002 | 2003 | 2004 | 2005 | 2006 | 2007 | 2008 | 2009 | 2010 | 2011 | 2012 | 2013 | 2014 | 2015 | 2016 | 2017 |
| ------------ | ---- | ---- | ---- | ---- | ---- | ---- | ---- | ---- | ---- | ---- | ---- | ---- | ---- | ---- | ---- | ---- | ---- | ---- | ---- | ---- | ---- | ---- | ---- | ---- | ---- | ---- |
| Становништво | 3441 | 3413 | 3362 | 3338 | 3260 | 3254 | 3219 | 3202 | 3151 | 3135 | 3113 | 3090 | 3065 | 3048 | 3037 | 2995 | 2949 | 2914 | 2894 | 2852 | 2829 | 2795 | 2744 | 2720 | 2662 | 2598 |